# Centrale nucleare di Balakovo
La centrale nucleare di Balakovo (in russo Балаковская АЭС) è una centrale nucleare russa situata presso la città di Balakovo nell'oblast di Saratov. L'impianto è composto da 4 reattori in funzione per complessivi 3800 MW, tutti di tipologia VVER1000.